# (32428) Peterlangley
(32428) Peterlangley est un astéroïde de la ceinture principale.

## Description
(32428) Peterlangley est un astéroïde de la ceinture principale. Il fut découvert le 3 septembre 2000 à Socorro par le projet LINEAR. Il présente une orbite caractérisée par un demi-grand axe de 2,48 UA, une excentricité de 0,09 et une inclinaison de 6,8° par rapport à l'écliptique.

## Compléments